# Église Saint-Gervais-Saint-Protais de Pérignac
L'église Saint-Gervais-Saint-Protais est une église catholique située à Pérignac, en France.

## Localisation
L'église est située dans le département français de la Charente, sur la commune de Pérignac.

## Historique
L'édifice est classé au titre des monuments historiques par arrêté du 21 septembre 1907.